# 国鉄4500形蒸気機関車
4500形は、かつて日本国有鉄道の前身である鉄道院に在籍したタンク式蒸気機関車である。日本に導入された初のマレー式機関車として知られる機関車である。
本項では、同系の4510形および2000形についても記述する。

## 概要
4500形は、ドイツのJ.A.マッファイ社が1902年（明治35年）に製造した、車軸配置0-4-4-0(B+B)形のマレー式タンク機関車（製造番号2314）である。1903年（明治36年）に大阪で開催された第5回内国勧業博覧会に高田商会を通じて出展されたもので、納入先が決まっていたものではなかった。ちなみに、同博覧会では鉄道作業局神戸工場製のF1形（後の9150形）や、汽車製造の製番6（台湾総督府鉄道に納入されたA10形（後の230形）の同形機）とともに出展されている。
同博覧会の終了後の1903年8月、官設鉄道の東海道線御殿場 - 沼津、静岡 - 浜松間で試運転が行なわれ、一応の成績を示したものの、官設鉄道は購入せず、日本鉄道が押しつけられる形でこれを購入し、Ma2/2+2/2形（701）とした。日本鉄道は、これを宇都宮庫に配置し、日光線や東北線の黒磯 - 白河間で使用した。同線は輸送量があまり多くなく、25‰の勾配が連続する区間もあって、マレー式タンク機関車の試用には好適な線区であった。
これに興味を示したのは、同様に勾配線区を抱える北海道鉄道（初代）と岩越鉄道であった。北海道鉄道では、日本鉄道が購入したものと同系でやや小型の、しかし動輪径は一回り大きな0-4-4-0形マレー式タンク機関車を1905年（明治39年）に1両（製造番号2407）を輸入し、D1形（11）として、現在の函館本線山線区間で使用した。岩越鉄道は、予算の関係でマレー式ではなく、通常の0-6-0(C)形の単式タンク機関車1両を購入し、甲2形（6）として磐梯越えで使用した。
これらは、1906年（明治39年）に制定された鉄道国有法により官設鉄道に編入され、1909年（明治42年）には鉄道院の車両形式称号規程によりそれぞれ、4500形（4500）、4510形（4510）、2000形（2000）と改称された。
国有化後は、各形式各1両であったことが災いして各地をたらい回しにされ、不遇を託つことになる。4500と4510は1911年（明治44年）3月末までに導入予定のマレー式テンダー機関車の教習用として中部鉄道管理局に転用され、4500は翌年5月に神戸鉄道管理局に移った。4510は大垣、後に名古屋の配置で中央西線などで、4500は神戸の配置で有馬線などで使用された。1920年（大正9年）2月には4510が仙台鉄道管理局に転属して新津に配置されたが、塩釜線で使用されているのも実見されている。
一方、2000は甲線規格(15t)を上回る過大な動軸重ゆえに本線運用に使用することが困難であり、大井工場や浜松工場で入換用に使用された後、早くも1918年（大正7年）に廃車され、4500と4510も教習用となった後1924年（大正13年）に廃車解体された。

## 構造

### 4500形・4510形

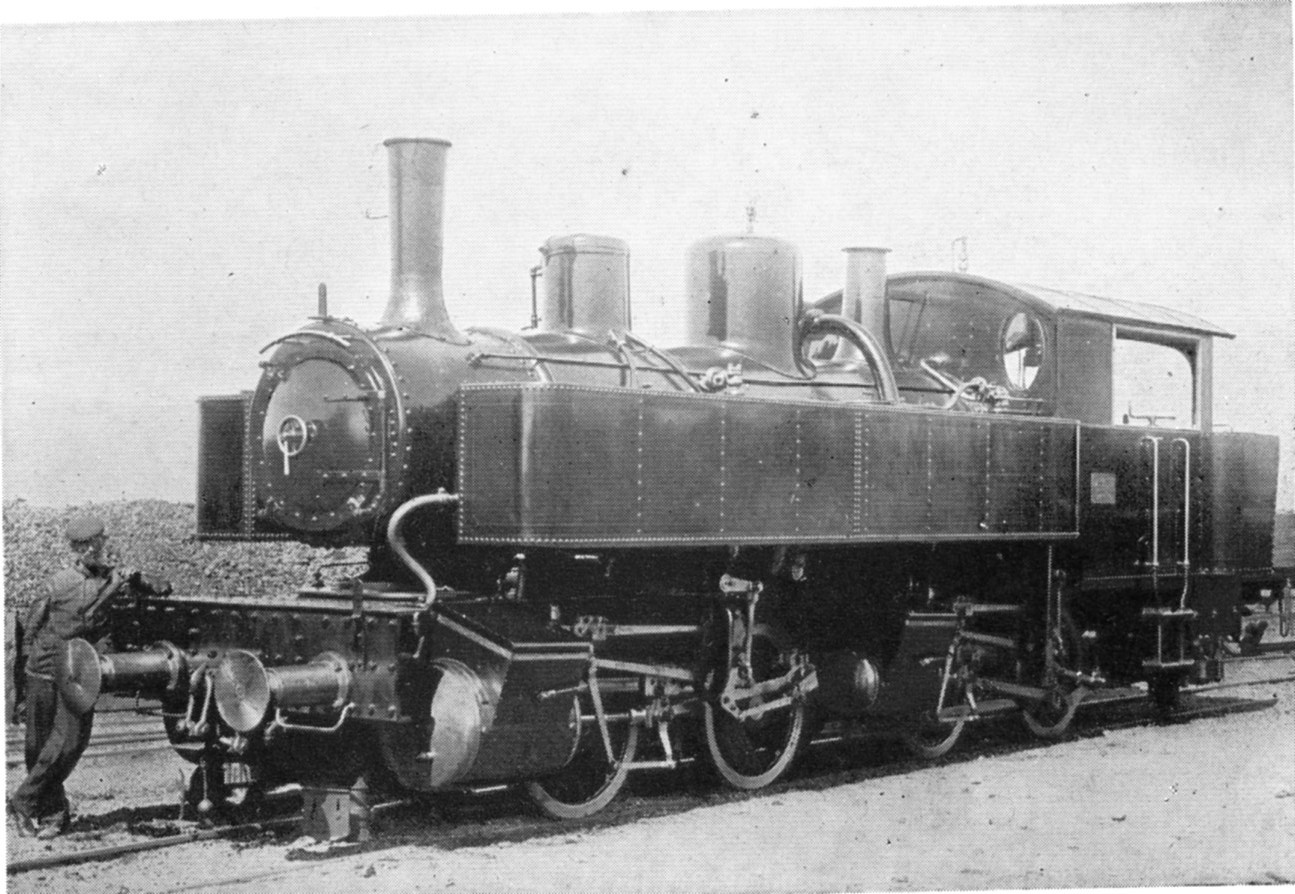
日本鉄道 701（後の鉄道院 4500）

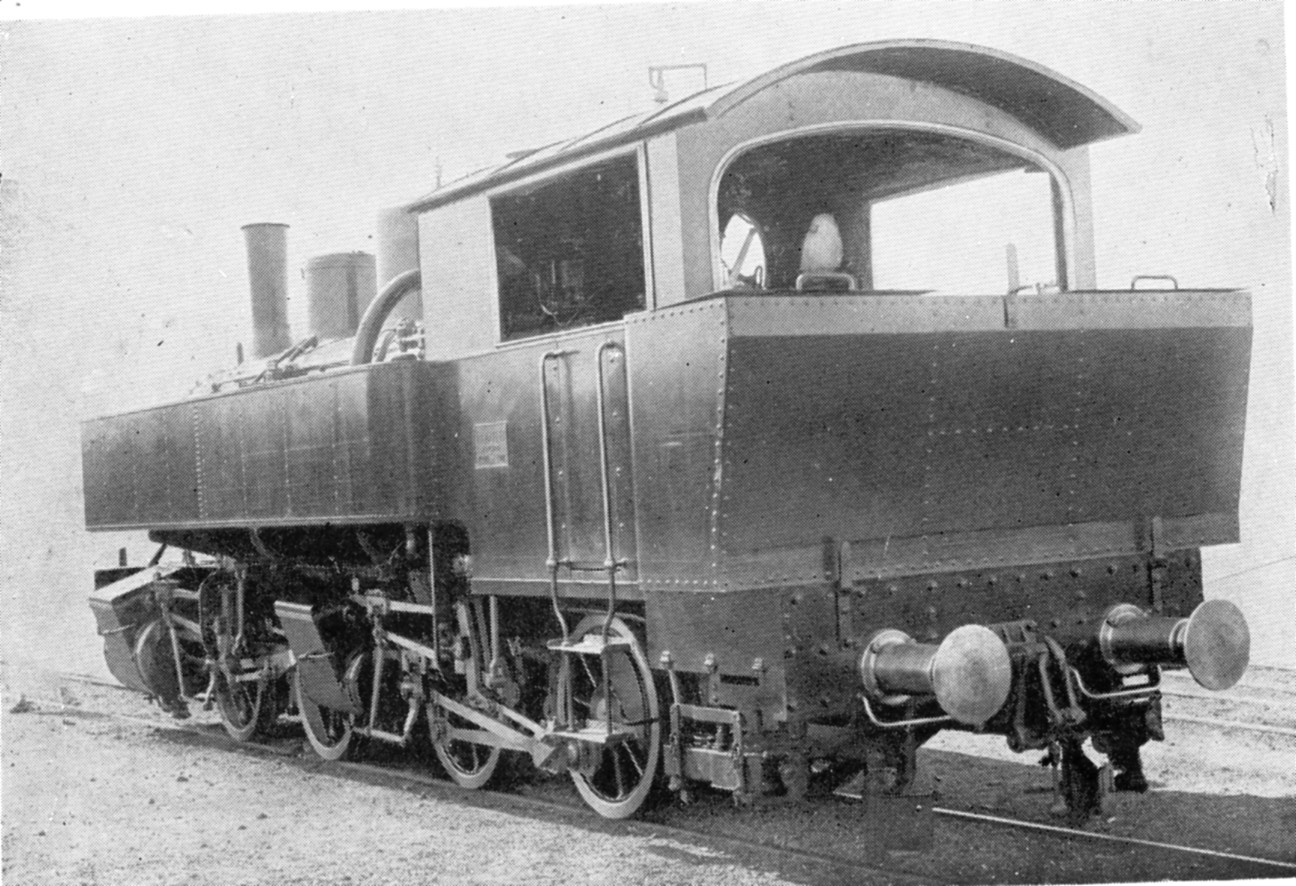
日本鉄道 701（後部から）

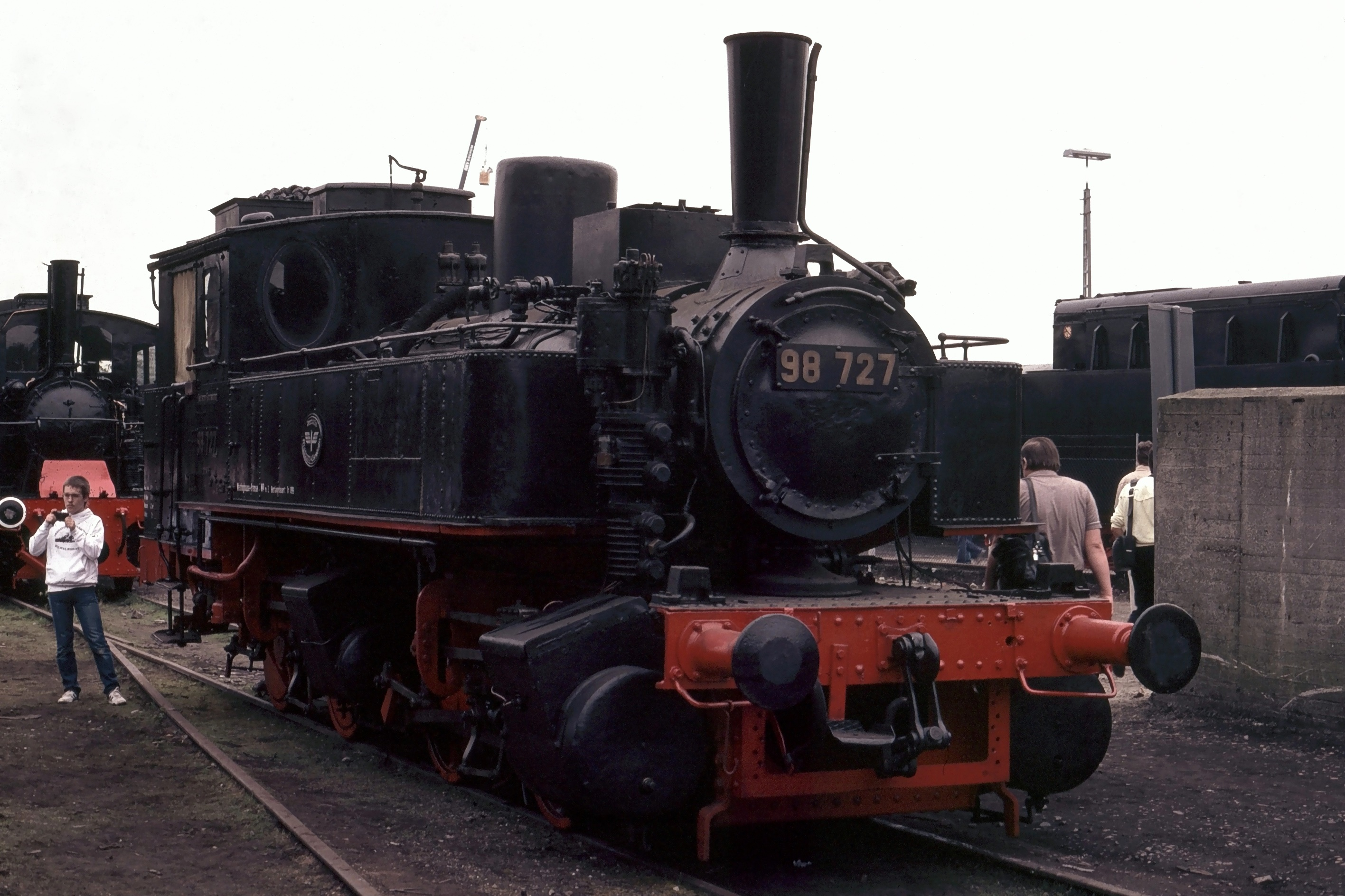
4500形の基本となったドイツ国鉄98.7形（旧王立バイエルン邦有鉄道BB II形）

車軸配置0-4-4-0(B+B)の飽和式ボイラーを備えるマレー式タンク機関車で、運転室から煙室前端近くまで細長く伸びた側水槽が特徴的である。
その設計、特に4500形のそれは、王立バイエルン邦有鉄道BB II形を基本とし、狭軌のバックゲージに適合するようにボイラー火室部分を細長く設計変更して台枠幅を縮小、これに合わせて運転台などの各部設計を調整したものである。
4500形と4510形はマレー式のため4本の動軸は2軸ずつ前後に分割された各台枠で支持され、前部台枠はボイラーと一体の後部台枠との間に設けられたピボットを支点として揺動あるいは首振りする構造である。このため、動軸数4のD型機相当でありながら、B型機並の急曲線を通過可能である。
ボイラーで発生した蒸気は蒸気ドーム後部に置かれた加減弁を経由した後、一旦直に結合されている後部台枠の前端、ボイラー火室前に置かれた高圧（1次）シリンダーへ導かれ、ここで後部台枠に属する2動軸を駆動した後、その排気がフレキシブルパイプを介して前部台枠へ送られ、やはりその前端に置かれた低圧（2次）側シリンダーで前部の2動軸を駆動し、相対的な位置関係が円弧状にスライドするボイラー煙室との間を特別な継ぎ手を内蔵した排気管経由で煙突から排気を放出、それによって煙管および火室の通風を行う構造である。
なお、前部台枠の首振り時の復元力を与えるため、ボイラー煙室直下に復元ばねが置かれ、前部台枠とボイラーを結んでいる。
ボイラーは細く、第2缶胴上に蒸気ドームが設置され、そこから直下に置かれた高圧シリンダーへの蒸気管が伸びている。砂箱は第1缶胴上に円筒形のものが設置され、運転室前の火室上に大型の安全弁が設けられている。
運転室の前面には風除けに楕円形の窓が設けられているが、後部は開放的で、台形の比較的大きな炭庫が後部に張り出している。なお、4500形では水タンク・運転室・炭庫それぞれの幅がほぼ同一であるが、4510形では4500形以上に厳しい寒冷地で使用されることもあって運転室の側面開口部面積が縮小されており、水タンクと炭庫が運転室より張り出したデザインとなっている。
4510形は当初は煙突上端にキャップを付けた化粧煙突を装着していたが、後年、4500形に類似の簡素なテーパー付きパイプ煙突に変更されている。
また、4510形は、北海道で使用されたこともあって、竣工当初自動連結器を装備していたが、本州への転属にともなって、ねじ式連結器とバッファー（緩衝器）に交換され、真空ブレーキを付加されている。

#### 4500形主要諸元
- 全長 : 10,338mm
- 全高 : 3,740mm
- 最大幅 : 2,700mm
- 軌間 : 1,067mm
- 車軸配置 : 0-4-4-0(B+B)
- 動輪直径 : 1,001mm
- 弁装置 : ワルシャート式
- シリンダー（直径×行程） : 310mm×540mm（高圧）、490mm×540mm（低圧）
- ボイラー圧力 : 12.4kg/cm2
- 火格子面積 : 1.35m2
- 全伝熱面積 : 76.5m2
  - 煙管蒸発伝熱面積 : 69.5m2
  - 火室蒸発伝熱面積 : 7.0m2
- 小煙管（直径×長サ×数） : 44.5mm×3607mm×138本
- 機関車運転整備重量 : 44.30t
- 機関車空車重量 : 34.00t
- 機関車動輪上重量（運転整備時） : 44.30t
- 機関車動輪軸重（第3動輪上） : 11.55t
- 水タンク容量 : 4.64m3
- 燃料積載量 : 1.92t
- 機関車性能
  - シリンダ引張力 : 9,000kg（単式時）、7,080kg（複式時）
- ブレーキ装置 : 手ブレーキ、真空ブレーキ（後付け）

#### 4510形主要諸元
- 全長 : 10,198mm
- 全高 : 3,801mm
- 最大幅 : 2,642mm
- 軌間 : 1,067mm
- 軸配置 : 0-4-4-0(B+B)
- 動輪直径 : 1,143mm
- 弁装置 : ワルシャート式
- シリンダー（直径×行程） : 300mm×530mm（高圧）、490mm×530mm（低圧）
- ボイラー圧力 : 12.7kg/cm2
- 火格子面積 : 1.35m2
- 全伝熱面積 : 76.5m2
  - 煙管蒸発伝熱面積 : 69.5m2
  - 火室蒸発伝熱面積 : 7.0m2
- 小煙管（直径×長サ×数） : 44.5mm×3,607mm×138本
- 機関車運転整備重量 : 45.23t
- 機関車空車重量 : 34.05t
- 機関車動輪上重量（運転整備時） : 45.23t
- 機関車動輪軸重（第3動輪上） : 11.67t
- 水タンク容量 : 6.34m&³;
- 燃料積載量 : 1.52t
- 機関車性能
  - シリンダ引張力 : 8,540kg（単式時）、6,210kg（複式時）
- ブレーキ装置 : 手ブレーキ、真空ブレーキ（後付け）

### 2000形

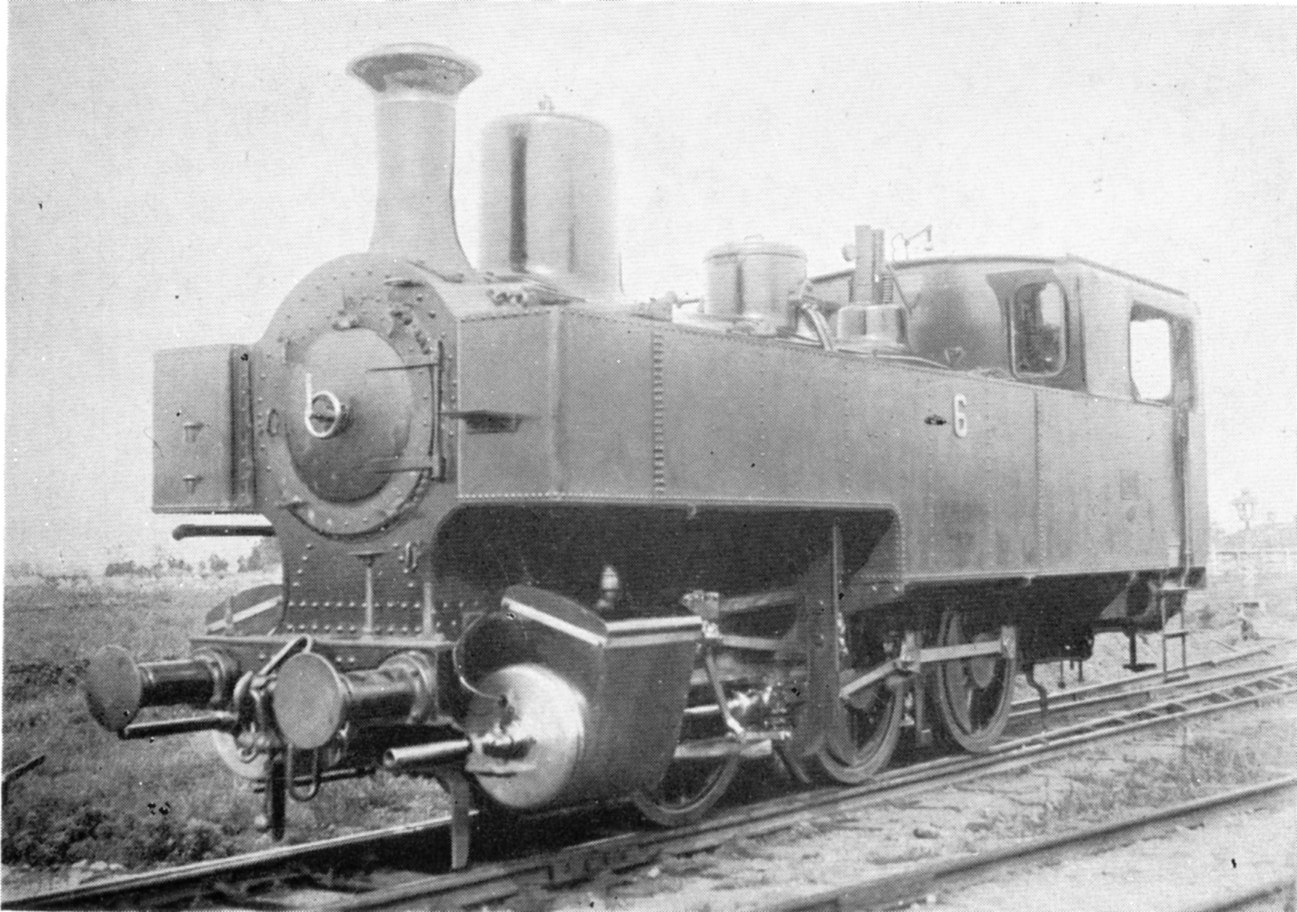
岩越鉄道 6（後の鉄道院 2000）

車軸配置0-6-0(C)の飽和式タンク機関車で、単式シリンダー2基1組を備える通常構造の機関車である。形態的には4500形、4510形と共通するラインを持つが、側水槽は煙室前端まで伸びており、これと半ば一体化している。運転室側面は直線的な4500形などに対して曲線を用いており、後部炭庫の張り出しもない。
機関車研究家の金田茂裕は、1889年から1905年にかけて合計27両がJ.A.マッファイ社で製作されたプファルツ鉄道向けT3形(en:Palatine_T_3)の各部寸法や基本構造が本形式と近似することから、同形式がプロトタイプとなった可能性を指摘している。
もっとも、本形式の蒸気ドームは煙突直後の第1缶胴上に、円筒形の砂箱は第2缶胴上にあり、蒸気ドームを第2缶胴上に置き、その直後に角形の砂箱を置いたT3形とは印象が異なる。また、弁装置もT3形が偏心リンクを特徴とする外側スティーブンソン式であるのに対し、本形式ではワルシャート式が採用されており異なっている。ただし、火室上に円筒形の台座を突き出して設置された安全弁の構造は両形式で同一である。
なお、本形式のシリンダー直径については、J.A.マッファイ社の公式値と1909年版の車両形式図では18インチ(457mm)であったものが1914年版車両形式図では16インチ(406mm)に変更されている。これについて金田茂裕はオリジナル設計ではシリンダ引張力が計算上動輪の摩擦引張力より大きくなり空転しやすいことと、16インチ径であれば計算上適切なシリンダ引張力が得られ、またシリンダ直径変更についてはシリンダー内にライニングを挿入することで対応できると指摘している。

#### 2000形主要諸元
- 全長 : 9,271mm
- 全高 : 3,810mm
- 最大幅 : 2,559mm
- 軌間 : 1,067mm
- 軸配置 : 0-6-0(C)
- 動輪直径 : 1,219mm
- 弁装置 : ワルシャート式
- シリンダー（直径×行程） : 457mm×533mm
- ボイラー圧力 : 12.65kg/cm2
- 火格子面積 : 1.49m2
- 全伝熱面積 : 92.8m2
  - 煙管蒸発伝熱面積 : 84.5m2
  - 火室蒸発伝熱面積 : 8.3m2
- 小煙管（直径×長サ×数） : 50.8mm×3,251mm×163本
- 機関車運転整備重量 : 45.74t
- 機関車空車重量 : 32.83t
- 機関車動輪上重量（運転整備時） : 45.74t
- 機関車動輪軸重（第3動輪上） : 16.41t
- 水タンク容量 : 6.17m&³;
- 燃料積載量 : 1.22t
- 機関車性能
  - シリンダ引張力 : 9,860kg
- ブレーキ装置 : 手ブレーキ、真空ブレーキ（後付け）